# Potier (Adelsgeschlecht)
Die Potier waren eine Familie der Pariser Kaufmannschaft, die um 1475 im Zusammenhang mit dem Amt des Conseiller en la Cour des monnaies geadelt wurde. Ab dem 16. Jahrhundert hatten Angehörige der Familie hohe Ämter im Parlement de Paris und dann auch am Hof inne, denen im 17. Jahrhundert der Aufstieg in den Hochadel folgte.
- Louis Potier (um 1545–1630) wurde 1610 Comte de Tresmes
- André III. Potier (1659–1731) wurde 1682 Marquis de Grignon
- René Potier de Tresmes (1579–1670) wurde, Marquis de Gesvres, Duc de Tresmes und Pair de France
- Léon Potier de Gesvres (1620–1704) wurde Duc de Gesvres
- Léon Potier de Gesvres (1656–1744) wurde Kardinal
- Étienne-René Potier de Gesvres (1697–1774) wurde Kardinal

Die drei Zweige der Familie (Blancmesnil, Novion und Gesvres) erloschen im 18. Jahrhundert.

## Stammliste (Auszug)

### 14.–16. Jahrhundert
1. Mahy/Mahieu/Mathurin Potier (* um 1330), Pariser Bürger in der 2. Hälfte des 14. Jahrhunderts
  1. ? Pierre Potier († 1410), Pelzhändler in Paris um 1397/99; ⚭ Pernelle, † 1399
    1. ? Simon Potier, fl. zu Beginn des 15. Jahrhunderts, Sieur de Blanc-Mesnil, de Groslay, de Courbevoie, de Courberon et de La Grange, ⚭ Catherine Aubéry
      1. Nicolas I. Potier († 1501), Sieur du Blanc-Mesnil, de Groslay, de Courbevoie, de Courberon et de La Grange, Apotheker und Lebensmittelhändler, 1466 Échevin de Paris, am 18. Dezember 1475 von Ludwig XI. zum Général des monnaies ernannt; ⚭ Madeleine de Marle
        1. Nicolas II. Potier (* um 1470), Seigneur de Blanc-Mesnil et de Groslay, Prévôt des marchands (1498–1500), Général des monnaies; ⚭ Marie Chevalier des Prunes/d'Eprunes (* 1478), Dame de Viviers, Tochter von Jacques des Prunes/d'Eprunes und NN Chevalier, einer Tochter von Étienne Chevalier
          1. Marie Potier († 1535); ⚭ Louis de Besançon d'Orvilliers, 1513 Conseiller au Parlement de Paris en, dann Prévôt des marchands
          2. Jacques Potier, Seigneur de Blanc-Mesnil (um 1500–1555), Conseiller au Parlement de Paris; ⚭ 1523 Françoise Cueillette, Dame de Gesvres
            1. Nicolas III. Potier (um 1541–1634/35) Seigneur de Blanc-Mesnil, 1567 Maître des requêtes au Conseil d’Etat, 1578 Président à mortier au Parlement de Paris, Kanzler der Königin Maria de’ Medici; ⚭ Isabeau Baillet de Sceaux – Nachkommen siehe unten
            2. Louis Potier (um 1545–1630), Seigneur de Gesvres, 1592 Secrétaire d’État, 1597 Baron de Gesvres, 1610 Comte de Tresmes; ⚭ Charlotte Baillet de Sceaux, Tochter von René Baillet, Sire de Sceaux, de Tresmes et de Silly-en-Multien, 1. Président du Parlement de Bretagne – Nachkommen siehe unten
            3. Marie Potier († 1630); ⚭1551 Claude I. Le Roux (1525–1609), Seigneur de Bourgtheroulde
            4. Marthe Potier, ⚭1574 Nicolas Moreau d'Auteuil, Trésorier de France

### Potier de Blancmesnil et de Novion
1. Nicolas III. Potier (um 1541–1634/35) Seigneur de Blanc-Mesnil, 1567 Maître des requêtes au Conseil d’Etat, 1578 Président à mortier au Parlement de Paris, Kanzler der Königin Maria de’ Medici; ⚭ Isabeau Baillet de Sceaux – Vorfahren siehe oben
  1. René Potier (1574/76–1616), 1595 Bischof von Beauvais, Großalmosenier von Anna von Österreich
  2. Bernard Potier (um 1578–1610), Président à mortier au Parlement de Bretagne ; ⚭1607 Marguerite Guyot de Charmeaux († 1618) ; sie heiratete in zweiter Ehe 1615 Henri du Plessis de Richelieu (um 1580–1619), Sohn von François du Plessis de Richelieu und Bruder von Kardinal Richelieu
  3. Nicolas IV. Potier († 1628), Sieur d'Ouquerre, 1622 Secrétaire d'État; ⚭ Marie Barré
    1. René Potier de Blancmesnil († 1680), Président à mortier au Parlement de Paris, 1645 Président de la première chambre des enquêtes ; ⚭ Marie de Grimouville († 1715)
      1. Marie-Renée Potier (1678–1700), dame du Blanc-Mesnil et du Bourget, Nonne

    2. Augustin Potier de Blancmesnil († 1704), Sire d'Ocquerre, Conseiller au Parlement
    3. Jeanne Potier († 1681); ⚭ Michel  de Marillac d'Ollainville, Sohn von Michel de Marillac
    4. Madeleine Potier de Blancmesnil (1623–1705), ⚭ Guillaume de Lamoignon (1617–1677)

  4. André I. Potier de Novion († 1645), Président au Parlement, erwarb Schloss Villebon-sur-Yvette; ⚭ Catherine Cavelier
    1. Nicolas IV. Potier de Novion (1618/1619–1693), 1645 Président à mortier, 1677 Premier président, trat 1689 zurück, Mitglied der Académie française (Fauteuil 19); ⚭ Catherine Gallard de Courances (um 1623–1685)
      1. André II. Potier de Novion († vor 1674), 1674 Président à mortier;⚭ 1660 Anne de Malon de Bercy.
        1. André III. Potier de Novion, (1659–1731), 1682 Marquis de Grignon und Sire de Saint-Germain-de-la-Grange durch Kauf, 1689 Président à mortier, 1723 Premier président; ⚭ 1680 Anne Berthelot, Tochter von François Berthelot
          1. Nicolas V. Potier de Novion (1685–1720), Conseiller au parlement, Comte de Novion, Marquis de Grignon; ⚭ 1708 Anne-Marguerite-Catherine de Gallard de Courances, seine Kusine
            1. André IV. Potier de Novion (1711–1769), Marquis de Novion et de Grignon, Président à mortier. ⚭ (2) 1747 Marie-Philippe, Tochter von Gabriel Taschereau de Baudry de Linières, Maire de Tours, Lieutenant-général de Police, Intendant des Finances, und Philippe Taboureau des Réaux
              1. Anne-Marie-Gabrielle Potier de Novion (* 1747), Marquise de Grignon, ⚭ 1768 Alexandre-Guillaume de Galard de Béarn, Comte de Brassac
              2. Philippe-Léontine Potier de Novion (1748–1820) ; ⚭ 1768 Aymard-Charles-Marie de Nicolaÿ (1747–1794, guillotiniert), Président de la Chambre des comptes, Mitglied der Académie française

          2. Antoinette Potier de Novion (um 1687–1726), ⚭ 1709 Charles-Adolphe des Lions, Comte d'Epaux, Oberst der Dragoner
          3. Anne Potier de Novion (um 1689–1726); ⚭ 1713 François de Montholon († 1725), intendant de Saint-Domingue

        2. Louis-Nicolas-Anne-Jules Potier de Nouvion (um 1666–1707), dit le marquis de Novion;⚭ 1685 Antoinette Le Comte/Le Conte de Montauglan
          1. Antoinette Potier de Novion (1685–1754) ; ⚭ 1714 Gaspard de Clermont-Tonnerre (1688–1781), Duc de Clermont-Tonnerre, Marschall von Frankreich (Clermont-Tonnerre (Adelsgeschlecht))
          2. Nicolas († 1706), Comte de Montauglan
          3. Denis-Louis-Anne-Jules Potier de Nouvion (um 1691–1758), Musketier

        3. Marie-Catherine Potier de Novion († 1747), ⚭ 1674 Jean-Baptiste-Louis Berryer de La Ferrière

      2. Jacques Potier de Novion (1642/1647–1709), 1677 Bischof von Sisteron, Bischof von Fréjus, 1682 Bischof von Évreux
      3. Claude Potier († 1722), dit le comte de Novion, Malteserordensritter;⚭ (1) Anne-Catherine de Brossamin (um 1664–1703)
        1. Nicolas Potier
        2. Jacques Potier de Novion, Kapitän der Dragoner

      4. Marguerite Potier de Novion († 1705); ⚭ Charles Tubeuf, Maître des requêtes, Baron de Blanzac et de Ver
      5. Catherine Potier de Novion (1646–1709), ⚭ Antoine de Ribeyre (1632–1712), Intendant de Limoges et de Tours, Président au Grand conseil, Conseiller d’État
      6. Marthe-Agnès Potier de Novion († 1686); ⚭ 1675 Arnaud II. de Labriffe (1649–1700)

    2. Catherine Potier de Novion; ⚭ Jacques Jubert de Bouville

  5. Augustin Potier de Blancmesnil († 19./20. Juni 1650), 1617 Bischof von Beauvais, Almosenier von Anna von Österreich
  6. Renée Potier de Blanc-Mesnil, ⚭ 1597 Oudart III. Hennequin d’Ecquevilly/de Fresnes
  7. Madeleine Potier de Blanc-Mesnil (um 1587–1671), ⚭ 1608 Théodore Choart de Buzenval, Eltern von Nicolas Choart de Buzenval (1611–1679), Bischof von Beauvais

### Potier de Gesvres
1. Louis Potier (um 1545–1630), Seigneur de Gesvres, 1592 Secrétaire d’État, 1597 Baron de Gesvres, 1610 Comte de Tresmes; ⚭ Charlotte Baillet de Sceaux, Tochter von René Baillet, Sire de Sceaux, de Tresmes et de Silly-en-Multien, 1. Président du Parlement de Bretagne – Vorfahren siehe oben
  1. René Potier de Tresmes (1579–1670), Marquis de Gesvres, 1648/63 1. Duc de Tresmes, Kammerherr des Königs Heinrich IV., Staatsrat, Pair de France; ⚭ 1607 Marguerite de Piney-Luxembourg († 1645), Tochter von François de Luxembourg, Duc de Piney (Haus Luxemburg-Ligny)
    1. Louis (um 1612–1643) Marquis de Gesvres
    2. François Potier (um 1612–1646), Marquis de Gandelu, dann Marquis de Gesvres
    3. Léon de Potier de Gesvres (um 1620–1704), 2. Duc de Tresmes, 1. Duc de Gesvres, Premier Gentilhomme de la Chambre du Roi, Gouverneur von Paris, Marquis d'Annebault (Erbe seiner Tante Charlotte de Vieuxpont) et de Gandelu. ⚭ 1651 Marie-Angélique du Val/Duval de Fontenay-Mareuil (1632–1702), Tochter von François du Val de Fontenay-Mareuil, französischer Botschafter in London und in Rom
      1. François-Bernard Potier de Gesvres (1655–1739), Marquis de Gesvres, dann 2. Duc de Gesvres, Premier gentilhomme de la chambre, Gouverneur von Paris, Erbe des Marquisats de Fontenay-Mareuil; ⚭ 1690 Marie-Madeleine de Seiglière(s) (1664–1702)
        1. François-Joachim Bernard Potier de Gesvres (1692–1757), Marquis de Gesvres, dann 3. Duc de Gesvres, Gouverneur von Paris als Nachfolger seines Vaters, Premier gentilhomme de la chambre, Grand-bailli de Valois; ⚭ 1709 Marie-Madeleine-Emelie Mascranni de La Verrière († 1717)
        2. Louis-Léon-Marie Potier (1695–1774), Comte de Gandelus et de Tresmes, dann Duc de Tresmes und 4. Duc de Gesvres, Maréchal de camp, Lieutenant général, Gouverneur d'Ile-de-France; ⚭ 1729 Éléonore-Marie de Montmorency-Luxembourg (1715–1755)
          1. Louis-Joachim Paris Potier (1733–1794), Marquis des Gesvres, 1774 Duc de Gesvres, Pair de France, Gouverneur général de l’Ile de France ; ⚭ 1758 Françoise-Marie Du Guesclin de La Roberie, Erbtochter von , Bertrand-César Du Guesclin de La Roberie († 1794 guillotiniert)

        3. Étienne-René Potier de Gesvres (1697–1774), Bischof von Beauvais und Kardinal, Abt von Ourscamp, Saint-Vincent de Laon und Saint-Étienne de Caen
        4. Marie-Françoise Potier de Tresmes (1697–1764), ⚭ 1715 Louis-Marie-Victor de Béthune-Selles (1671–1744), Comte de Selles, dit le Comte de Béthune.

      2. Léon Potier de Gesvres (1656–1744) 1694 Erzbischof von Bourges, 1719 Kardinal, Abt von Saint-Remi de Reims, Saint-Géraud d’Aurillac und Notre-Dame de Bernay
      3. Louis (1660–1689), Marquis de Gandelu, Oberst im Régiment Royal des Vaisseaux
      4. Jules-Auguste Potier (1662–1741), dit le chevalier de Gesvres, Malteserordensritter, 1684 Oberst im Régiment de Bassigny, Gouverneur von Pont-Audemer
      5. François (1664–1685 vor Koroni), Malteserordensritter
      6. Charles Potier, Comte d'Annebault
      7. Charlotte-Julie-Louise (1669–1752), ⚭ 1703 Charles-Amédée de Broglie de Revel (1649–1707), Sohn von Francesco-Maria di Broglia

    4. Louise-Henriette Potier de Gesvres († 1680); ⚭ (1) 1633 Emmanuel de Faudoas d'Averton de Belin, ⚭ (2) 1644 Jacques de Saulx (1620–1683), Comte de Tavannes
    5. Marguerite Potier de Gesvres († 1669); ⚭ 1635 Henri de Saulx-Tavannes (1597–1653), Sohn von Jean de Saulx, Vicomte de Tavannes
    6. Renée-Louise († 1681), Äbtissin von La Barre
    7. Anne-Marie-Madeleine (um 1623–1705), Marquise de Blérancourt, Erbin ihres Onkels Bernard Potier

  2. Bernard Potier de Gesvres († 1662); ⚭ 1600 Charlotte de Vieuxpont d’Annebault
  3. Antoine Potier de Gesvres (um 1585–1621); Seigneur de Sceaux, Staatsmann und Diplomat; ⚭ Anne d’Aumont, Tochter von Jacques II. d'Aumont de Chappes.